# Eremobia
Eremobia é um gênero de traça pertencente à família Arctiidae.